# 约瑟芬女伯爵
约瑟芬·卡洛琳·伊丽莎白（Josephine Caroline Elisabeth，1972年10月29日—），出生于腓特烈松。罗森堡女伯爵。是丹麦王子和罗森堡伯爵克里斯帝安的长女。玛格丽特二世女王的堂侄女。1995年5月18日在瑟勒勒与托馬斯·克里斯蒂安·施密特（Thomas Christian Schmidt ）结婚，婚后有一子一女：
- 尤里乌斯·克里斯蒂安·艾米尔·施密特-罗森堡（Julius Christian Emil Schmidt af Rosenborg，2001年12月1日－）；
- 克拉拉·多尔特·伊丽莎白·施密特-罗森堡（Clara Dorte Elisabeth Schmidt af Rosenborg，2004年11月26日－）。